# Płocochowo (stacja kolejowa)
Płocochowo – zlikwidowana wąskotorowa stacja kolejowa w Płocochowie, w województwie mazowieckim, w Polsce.